# Luigi Amerio
Luigi Amerio (Padova, 15 agosto 1912 – Milano, 28 settembre 2004) è stato un matematico italiano, noto soprattutto per i suoi studi sulle funzioni quasi-periodiche.

## Biografia
Dopo gli studi superiori, iniziati al Liceo classico Ugo Foscolo di Pavia e conclusi al Liceo classico Giuseppe Parini di Milano, nel 1935 si laurea dapprima in Ingegneria elettrotecnica presso il R. Istituto Tecnico Superiore (poi Politecnico) di Milano con una tesi sulle linee elettriche (relatore Ferdinando Lori), poi, nel 1936, in Matematica presso l'Università di Milano, discutendo una tesi sulla trasformata di Laplace con Guido Ascoli.
Nel 1937, vinto un concorso nazionale, diviene assistente di Leonida Tonelli alla cattedra di analisi matematica a Pisa, poi, a Roma, di Ugo Amaldi e di Mauro Picone all'Istituto Nazionale per le Applicazioni del Calcolo. Nel 1942 consegue la libera docenza in analisi matematica, quindi nel 1947 consegue l'ordinariato in analisi matematica e viene chiamato all'Università di Genova. Nel 1949 si trasferisce alla cattedra di analisi matematica della Facoltà di Ingegneria del Politecnico di Milano, che tiene fino al 1980, quando passa alla cattedra di Metodi Matematici per l'Ingegneria. Nel 1987 entra in quiescenza, quindi nominato professore emerito e per molti anni è decano dei matematici milanesi.
È stato membro effettivo dell'Accademia Nazionale dei Lincei (di cui era socio fin dal 1962), dell'Accademia dei XL, dell'Istituto Lombardo, Accademia di Scienze e Lettere (di cui è anche stato presidente), dell'Istituto veneto di scienze, lettere ed arti, dell'Accademia delle Scienze di Torino (dal 16 marzo 1960) e dell'Accademia Ligure.
I suoi ampi interessi scientifici e la sua dedizione alla ricerca lo hanno portato ad affrontare molti argomenti durante la sua carriera, fra cui le trasformate di Laplace, la teoria delle serie, le equazioni differenziali ordinarie non lineari, le equazioni differenziali alle derivate parziali ellittiche e iperboliche (nonché i problemi iperbolici con vincoli unilaterali) e, soprattutto, le funzioni quasi-periodiche con valori in spazi di Banach, tema, quest'ultimo, in cui ha ottenuto notevoli risultati.
Studioso di vasta cultura, manifestava in particolare passione e competenza verso la musica. Inoltre ha molto operato per l'insegnamento della matematica ed è stato autore di una serie di testi universitari di rilevante influenza.
Suo padre, Alessandro Amerio, fu docente di fisica sperimentale al Politecnico di Milano.
Alla memoria di Luigi Amerio è dedicato il Premio Amerio dell'Istituto Lombardo, Accademia di Scienze e Lettere.

## Alcune opere
- Lezioni di Analisi Matematica, 2 Voll., Di Stefano Editore, Genova, 1953-54.
- Analisi Infinitesimale, 2 Voll., Di Stefano Editore, Genova, 1962-63.
- Analisi Algebrica, Di Stefano Editore, Genova, 1970.
- Almost-Periodic Functions and Functional Equations (con G. Prouse), Springer Science + Business Media, LLC, New York, 1971 (con successive edizioni).
- Funzioni Analitiche e Trasformazione di Laplace, Masson Italia, Milano, 1977.
- Analisi matematica con elementi di analisi funzionale, Volumi I, II, III-1, III-2., UTET, Torino, 1977-86 (con successive edizioni).